# Municipio de San Felipe de Jesús
El Municipio de San Felipe de Jesús es uno de los 72 municipios en que se encuentra dividido el estado mexicano de Sonora, su cabecera es el pueblo de San Felipe de Jesús.

## Demografía
De acuerdo a los resultados del Censo de Población y Vivienda de 2020 realizado por el Instituto Nacional de Estadística y Geografía, la población total de Pitiquito es de 369 habitantes, de los cuales 201 son hombres y 168 son mujeres.

### Localidades
El municipio de San Felipe de Jesús tiene un total de 2 localidades, su población en 2020 son las que a continuación se enlistan:
| Localidad           | Población |
| Total Municipio     | 369       |
| San Felipe de Jesús | 366       |
| El Jojobal          | 3         |